# Absolute Nu Disco
Absolute Nu Disco – kompilacja z nagraniami utrzymanymi w stylistyce nu-disco, electrofunk i house. Wydawnictwo jest swoistym hołdem dla muzyki disco i post disco, a także twórczości takich wykonawców, jak: Prince, Michael Jackson, Grace Jones, Giorgio Moroder czy Chic. Na trackliście znaleźli się m.in. Lindstrøm, Kraak & Smaak, Jamiroquai, Scissor Sisters, Newcleus, Ilija Rudman, Kool & The Gang, Faze Action, John Ozila. Jest to pierwsza polska oficjalnie wydana kompilacja, na której można znaleźć nagrania nurtu nu-disco, i jedna z niewielu rodzimych składanek, której formacja Scissor Sisters udzieliła licencji na wykorzystanie utworu. Autorem kompilacji jest Mikołaj Florczak.

## CD1
1. Faze Action – I Wanna Dancer
2. Lindstrøm & Christabelle – Baby Can't Stop
3. Physics – The Most Beautiful Boy In Brazil
4. Gay Marvine – MJ Vocal Illness
5. Mousse T. & Suzie – All Nite Long (D.I.S.C.O.) (Dimitri From Paris Jack LeDisco)
6. Private – My Secret Lover (New Radio Edit)
7. John Ozila – Funky Boogie (by Pilooski) (Lipton Ice Tea Mix)
8. Mayer Hawthorne – A Long Time (Chromeo Remix)
9. Kraak & Smaak – Bobby & Whitney
10. Newcleus – Automan (Drop Out Orchestra Vocal Mix)
11. Jamiroquai – Blue Skies (Fred Falke Radio Edit)
12. Rodney Hunter feat. Jay Sebag – Freak On (Original Radio Edit)
13. Scissor Sisters – Invisible Light (US 12”)

## CD 2
1. Ilija Rudman – Crazy With You (Yam Who? Remix)
2. Kool & The Gang – Fresh (Original 12” Remix)
3. Shèna – Nasty Little Rumour (Fred Falke Remix)
4. D'Stephanie – Rock The Disco
5. Sam Sparro – 21st Century Life (Radio Edit)
6. Kraak & Smaak feat. Romanthony – Let's Go Back
7. Supafly feat. Deni Hines – Erotic City
8. Basement Freaks – Something Freaky
9. Parris & Vanucci – Get Down On The Floor
10. Max Sedgley – Superstrong (Faze Action Remix)
11. Giorgio Moroder Vs Martin Brodin – The Chase 2001 (Martin Brodin Mix)
12. Mason – Runaway
13. Robyn – Indestructible (A-Trak Remix)